# س. غوتليب
روجر س. غوتليب (بالإنجليزية : Roger S. Gottlieb) مؤلف ومحرر كتب وأستاذ الفلسفة في معهد العلوم الإنسانية والفنون من مواليد 20 أكتوبر 1946 ، في وايت بلينز، نيويورك , الولايات المتحدة. 

## حياته الشخصية
تزوج من ميريام جرينسبان (طبيبة نفسانية) أنجب معها طفلين: آنا، استير. 
و هو أخ شقيق للحاخام دوفيد غوتليب

## التعليم
درس في جامعة برانديز BA Brandeis عام 1968 ، و حصل على الدكتوراه من نفس الجامعة بعنوان (summa cum laude ) سنة 1975.

## عمله
روجر س. غوتليب، أستاذ الفلسفة، هو مؤلف أو محرر عشرين كتابًا وأكثر من 100 مقالة عن البيئة، والدراسات الدينية، والروحانية المعاصرة، والفلسفة السياسية، والأخلاق، والمحرقة، والنسوية، والإعاقة. وهو معروف دوليا بعمله كمحلل بارز ومغزى للبيئة الدينية، وله حسابه العاطفي والمتحرك للروحانية في عصر الأزمة البيئية، ولما قدمه من وصف ابتكاري وإنساني لدور الدين في مجتمع ديمقراطي. وقد قام بتحرير ستة سلسلة كتب أكاديمية، وعمل في مجالس تحرير العديد من المجلات الأكاديمية، ومساهما في تحرير مجلة تيككون، وهو تواجد متميز على شبكة الإنترنت في هافينغتون بوست (مع إعادة نشر في صحيفة وول ستريت جورنال، واشنطن بوست، Real Clear Religion، وغيرها الكثير).
يجمع عمل غوتليب بين جميع عناصر اهتماماته المختلفة العديدة: جذوره اليهودية الخاصة، اهتمامه المبكر بالماركسية الثورية، إعادة اكتشافه للروحانية، إحساسه بالتاريخ، واهتمامه بالعلاقة بين الدين والبيئية. يقول إن الدين يقدم لنا أداة يمكننا من خلالها تغيير التدهور البيئي - نحن

## كتبه
- قائمة كتب روجر س. غوتليب